# Pteris vittata
Espèce
Statut de conservation UICN

 LC  : Préoccupation mineure
Pteris vittata (Ladder brake fern or Chinese brake fern pour les anglophones) est une des espèces de fougère du genre Pteris.
Cette espèce est exceptionnellement résistante à l'arsenic, qu'elle peut en outre fortement bioaccumuler ce métal.

Ce processus est encore dopé en présence de phosphore et d'autres métaux lourds ou métalloïdes, ce qui en fait une plante potentiellement intéressante pour la phytoremédiation.
Elle a été introduite en Amérique du Nord (Californie, Texas et Sud-Est des États-Unis) où elle se développe bien. Trois régions où des taux anormaux d'arsenic dans les sols sont fréquents en raison de l'usage ancien et contemporain de pesticides à base d'arsenic, arséniate de plomb autrefois (aujourd'hui interdit), et méthanearséniate monosodique ou méthanearséniate disodique aujourd'hui.

## Caractéristiques
C'est une plante hyper-accumulatrice de métaux lourds ou métalloïdes, qui présente des adaptations au stress oxydant et une résistance tout à fait inhabituelle à l'arsenic. Elle l'accumule en quantités importantes sous forme d'arsénite dans des vacuoles des cellules foliaires (on en a trouvé jusqu'à 5 070 mg/kg dans les feuilles) et, dans une moindre mesure, dans les tiges, et moins encore dans les racines. Ce processus pourrait aussi avoir été sélectionné par ces fougères (sélection naturelle) comme moyen de se protéger d'éventuels prédateurs herbivores.
Même quand elle pousse dans un sol non pollué (9 mg/kg d'arsenic), cette fougère absorbe l'arsenic, qu'on a retrouvé (en condition de culture sous serre) jusqu'à 71 mg/kg dans les frondes de la fougère et jusqu'à 80 mg/kg pour le rhizome.
Néanmoins le « coefficient de bioaccumulation » diminue de manière inversement proportionnelle à l'augmentation de la teneur du sol :
- pour un sol à 50 mg/kg d'arsenic, les feuilles en contiennent 120 mg/kg et les tiges 100 mg/kg,
- dans un sol à 23 400 mg/kg, les feuilles n'en contiennent "que" 1 530 mg/kg, les tiges 820 mg/kg et le rhizome 900 mg/kg.

## Usages
Sa capacité à absorber l'arsenic et/ou le cadmium sans en mourir en fait une très bonne candidate pour la phytoremédiation de certains sols pollués (par l'arsenic notamment). 
Un article publié par Nature en 2021 a montré qu'en cultivant cette fougère associée à de l'ail (Allium sativum) on pouvait encore doper sa capacité à bioconcentrer le plomb et le cadmium.